# Francis Meli

a Compétitions nationales et continentales officielles uniquement.

b Matchs officiels uniquement.
Francis Meli, né le 27 avril 1979 à Apia, est un joueur de rugby à XIII samoan évoluant au poste d'ailier ou de centre dans les années 1990, 2000 et 2010. Après une carrière aux New Zealand Warriors en National Rugby League (désigné meilleur joueur de la franchise néo-zélandaise en 2003), il rejoint la Super League en 2006 et le club de St Helens RLFC. Parallèlement, il est appelé en sélection samoane et néo-zélandaise, disputant les coupes du monde 2000 et 2008 pour les Samoa.